# Butifarra!
Butifarra! va ser una revista satírica editada en castellà a Barcelona, de periodicitat mensual, crítica amb l'actualitat política i social de l'etapa final del franquisme i de la transició. El juny de 1975 es va publicar el primer número, no com a revista en el sentit estricte de la paraula sinó com a butlletí, editada pels mateixos autors amb el nom d'Associació Nacional de Comunicació Humana i Ecologia (ANCHE). En aquell moment, la seva aparença era més aviat la d'un fanzine. Es va professionalitzar el novembre de 1977 i va passar a convertir-se en una capçalera publicada per Iniciativas Editoriales, S.A. En aquesta segona època, la revista la va dirigir inicialment Ivan Tubau i, més endavant, José Luiz Gómez Mompart. El darrer número es va publicar l'any 1979.

## Història
La revista estava dedicada a l'humor gràfic i al còmic i tenia un fort lligam amb les organitzacions veïnals dels barris de l'àrea metropolitana de Barcelona. L'any 2014 el fons d'originals de la revista van ser cedits a l'Arxiu Històric de la Ciutat, Casa de l'Ardiaca.

## Dibuixants
Alfonso López va ser el principal impulsor de la revista. Entre els col·laboradors es poden destacar els noms d'Adolfo Usero, Antonio Martín, Carlos Azagra, Josep Briz, Carlos Giménez, Carles Vila, El Cubri, Francisco Pérez Navarro, Gallardo, Jan, Javier Salamero, Joan Tharrats, Juanjo Sarto, L'Avi, Marika, Max, Miracle, Montse Clavé, Raf amb el pseudónim de Dino (Joan Rafart i Roldán), Rafa Gordillo, Rafael Vaquer, Ricard Soler, Tha, Toni Batllori, Enrique Ventura & Nieto,.